# Soroștin
Soroștin – wieś w Rumunii, w okręgu Sybin, w gminie Șeica Mică. W 2011 roku liczyła 525 mieszkańców.